# サンガイ国立公園
サンガイ国立公園は、エクアドルにある国立公園。1983年に半分ほどの地域がユネスコの世界遺産（自然遺産）に登録された。

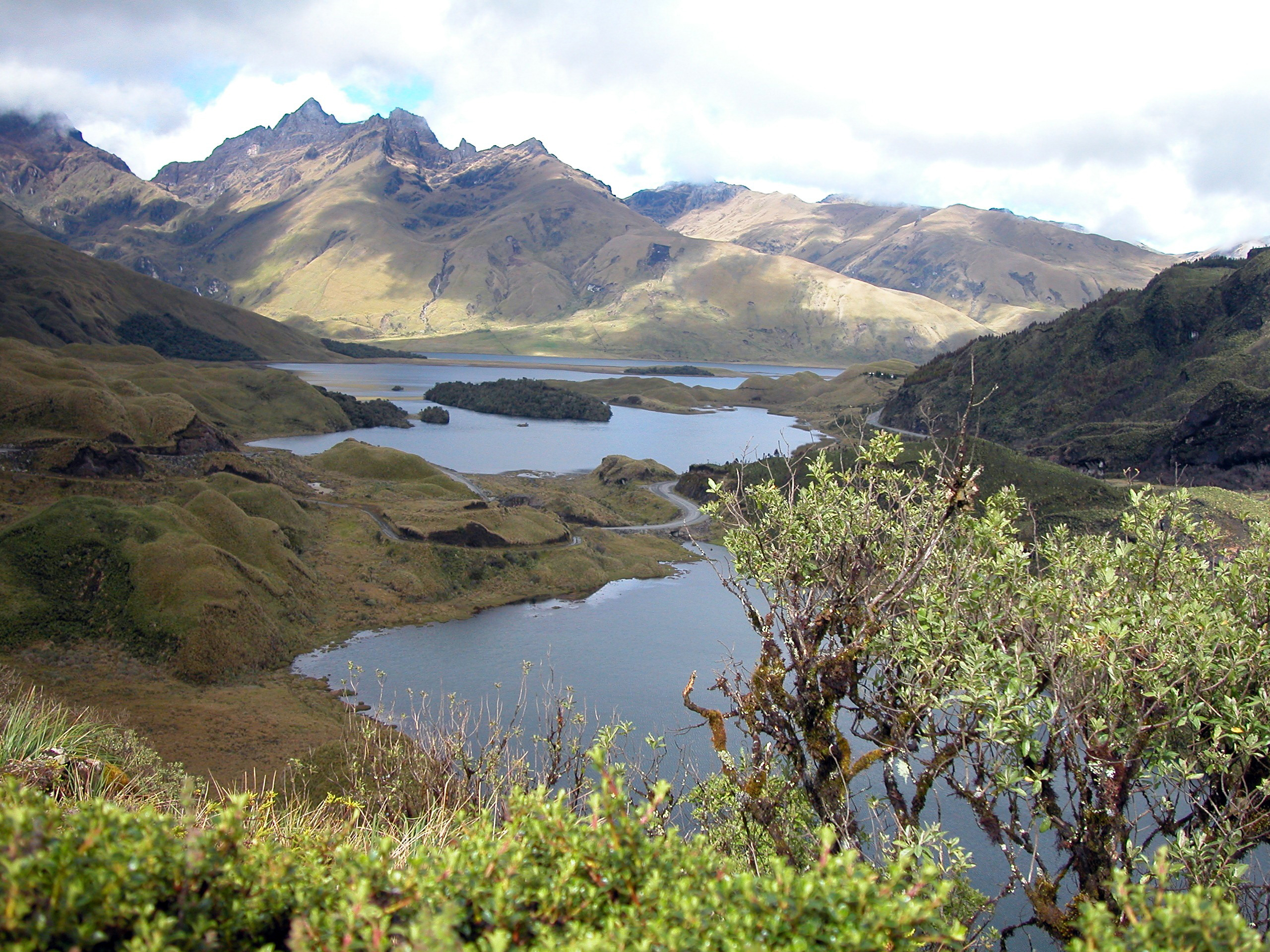

## 地理
モロナ・サンティアゴ県、チンボラソ県、トゥングラワ県にまたがる国立公園で、面積は5177.65km2 である（世界遺産登録地域は2719.25 km2）。
公園名の由来となったサンガイ山（標高5230 m）とトゥングラワ山（標高5016 m）という二つの活火山を持ち、さらにもう一つ、カルデラ湖を持つ休火山のアルタール山（標高5320m）が聳えている。

## 生態系
5000m級の高山帯を含んでいることから、高さによって動物相・植物相とも変化に富んでいる。
- 800 - 1800m 地域にはジャングルが広がり、コンゴウインコをはじめとする鳥類や、モルフォチョウなどの昆虫類が生息し、アマゾン川の支流にはピラニアもいる。
- 2000 - 3000m地域は森林が広がっていて、サンガイ国立公園のシンボルにもなっているヤマバクをはじめとして、ジャガー、メガネグマなどが生息している。
- 4000m地域になると植生はまばらになるが、コンドルなどは棲息している。それより高くなると、氷河と岩肌のみの荒涼な地形になる。
- ほかには山地草原のパラモ（スペイン語版）も見られ、アンデスイワドリ（英語版）、オオアリクイ、アメリカバクなども生息している[1]。

## 世界遺産

### 登録基準
この世界遺産は世界遺産登録基準のうち、以下の条件を満たし、登録された（以下の基準は世界遺産センター公表の登録基準からの翻訳、引用である）。
- (7) ひときわすぐれた自然美及び美的な重要性をもつ最高の自然現象または地域を含むもの。
- (8) 地球の歴史上の主要な段階を示す顕著な見本であるもの。これには生物の記録、地形の発達における重要な地学的進行過程、重要な地形的特性、自然地理的特性などが含まれる。
- (9) 陸上、淡水、沿岸および海洋生態系と動植物群集の進化と発達において進行しつつある重要な生態学的、生物学的プロセスを示す顕著な見本であるもの。
- (10) 生物多様性の本来的保全にとって、もっとも重要かつ意義深い自然生息地を含んでいるもの。これには科学上または保全上の観点から、すぐれて普遍的価値を持つ絶滅の恐れのある種の生息地などが含まれる。

### 危機遺産登録
サンガイ国立公園は、密猟の横行によって動物たちが脅かされていた上、公園内を横断する予定だったグモモテ＝マカス道路の建設によって、園内の環境悪化が懸念されたため、1992年に危機遺産リストに加えられた。その後、道路については、工事の停止を経て計画の見直しが行われ、密猟についても管理計画に見直しなどが行われたために、2005年にリストからは外れた。